# Дива мащерка
Дивата мащерка (Thymus serpyllum) е тревисто многогодишно растение от рода Мащерка.

## Разпространение
Расте по сухи, каменисти места до 3000 m надморска височина. Най-добре се развива на сухи, бедни почви затова не се налага при отглеждането ѝ почвата да бъде обогатявана допълнително.

## Описание
Достига едва до 10 cm височина, но се разпространява хоризонтално до 50 cm.

## Приложение
Използва се като лечебно средство. Чайове, запарки и настойки от дивата мащерка помагат при синузит, възпаления на гърлото, ангина, болни венци, храносмилателни проблеми и др.